# みんなのこころに
「みんなのこころに」は、1982年（昭和57年）に日本の都道府県の一つ、岡山県の「県民愛唱歌」として発表された由紀さおりの楽曲である。作詞・山本恵三子、作曲・小林亜星、編曲・高田弘。

## 概要
長野士郎知事が「みんなが、いつでも、どこでも歌える県民愛唱歌」の必要性を提唱し、岡山県郷土文化財団に作成を依頼して歌詞の公募を実施した。合わせて作曲を小林亜星に依頼し、1982年7月に発表されたのが本曲である。発表当初は岡山県郷土文化財団が作成したカセットテープの自主頒布が行われていたが、2005年（平成17年）にはカセットテープの在庫切れと晴れの国おかやま国体の開催に合わせて行進曲調の編曲2種を追加したCDが新たに製作されている。
県の公式サイトでは「著作権上の問題」を理由に紹介されていないが、岡山県郷土文化財団のサイトには歌詞と楽譜が掲載されており、試聴も可能である。県統計協会が毎年発行する県民手帳にも1957年（昭和32年）制定の県民歌「岡山県の歌」と合わせて紹介されている。